# Brasenberg
Brasenberg ist ein Ortsteil der Gemeinde Alleshausen im Landkreis Biberach in Baden-Württemberg. Der Weiler liegt circa einen Kilometer nördlich von Alleshausen an der Kreisstraße 7535.
Im Jahr 1347 wird der Ort erstmals als „Brahsenberg“ erwähnt.

## Sehenswürdigkeiten
- Kapelle St. Wendelin, 1806 gestiftet